# Суровьё
Суровая ткань или суровьё — ткань с ткацкого станка без окраски и отделки или суровая, небелёная пряжа.
На суровье, вышедшем с ткацкого станка, остаются следы крахмального клея, волокон пуха, земли, жира животных и так далее, поэтому перед дальнейшим производством его подвергают очистке.
Очистка также способствует лучшей смачиваемости ткани для более равномерной окраски.
Пороки суровой ткани оцениваются по баллам (порочным единицам), число которых определяет сорт ткани.